# Gabriel Neves
Gabriel Neves Perdomo (Maldonado, 11 de agosto de 1997) é um futebolista uruguaio que atua como volante. Atualmente joga pelo Estudiantes.

## Carreira

### Nacional
Nascido em Maldonado, no Uruguai, Gabriel Neves iniciou a sua trajetória nas categorias de base do Nacional. Ao longo de sua trajetória na base, disputou mais de 100 jogos antes de receber a primeira oportunidade no time principal, em 3 de fevereiro de 2018, na vitória de 4–2 sobre o Montevideo City Torque.
No ano de 2019, Neves foi campeão da Supercopa Uruguaya e um dos destaques do clube na temporada. Ao todo disputou 91 jogos pelo clube uruguaio, marcando quatro gols e concedendo 13 assistências.

### São Paulo

#### 2021
Gabriel Neves Foi anunciado por empréstimo como novo reforço do São Paulo no dia 30 de agosto. O jogador assinou contrato até 31 de dezembro de 2022, com opção de renovação até 31 de dezembro de 2025. O valor do empréstimo foi de 300 mil dólares (1,5 milhões de reais) e caso o clube queira assinar em definitivo com Neves, teria de pagar 1,7 milhões de dólares (8,8 milhões de reais). Neves herdou a camisa 15 do clube, anteriormente usada pelo ídolo do clube Hernanes.
Fez sua estreia pelo clube em 12 de setembro, na derrota de 2–1 para o Fluminense, na 20.ª rodada do Campeonato Brasileiro. Já sua estreia como titular foi apenas em 14 de novembro, numa derrota do Tricolor para o Flamengo num elástico placar de 4–0, dentro do Morumbi.

#### 2022
Devido a boa fase do volante Pablo Maia, recém promovido da base, e a chegada do novo volante Andrés Colorado, além da volta do também volante Luan que estava lesionado, Gabriel perdeu espaço na equipe e virou a última opção da posição, sendo cobiçada até uma possível saída do uruguaio da equipe. Mesmo após isso muitos torcedores pediam, principalmente nas redes sociais, para que o uruguaio tivesse mais oportunidades na equipe titular.
Em junho a situação de Gabriel mudou pois o volante, que já havia sido decidido que não seria comprado pelo Tricolor, passou a fazer partidas excelentes e virou titular da equipe de Rogério Ceni. O uruguaio inclusive já tinha tudo acertado com o Independiente da Argentina, porém o treinador são-paulino mandou os dirigentes barrarem qualquer negociação por Gabriel no momento. A vitória por 1–0 sobre o Palmeiras, pela Copa do Brasil, foi o divisor de águas para Gabriel, que fez um atuação brilhante defensivamente, parou o temido ataque do rival e foi responsável por anular o craque do momento, Gustavo Scarpa, do jogo.
"Gabi" passou a ser titular absoluto da equipe, sendo sempre que disponível o primeiro volante do time principal. Entretanto, mesmo despontando como o principal jogador do meio-campo, Ceni relatou que não seria ele que decidiria se no final do ano de 2022 o uruguaio seria comprado e que deixaria essa decisão para a diretoria do Tricolor. Com a notícia saindo nas mídias, grande parte da torcida pedia para que Gabriel fosse comprado urgentemente.
Em 15 de novembro, renovou seu contrato com o São Paulo até o fim de 2025.

#### 2023
Em janeiro, foi anunciado que Gabi passaria a usar a camisa 20 do Tricolor.
Após começar o ano sem oportunidades com Rogério Ceni, a chegada de Dorival Júnior, em maio, concretizou a virada de chave da temporada de Neves. Com o novo treinador, o uruguaio passou a ser titular em praticamente todas as partidas, fazendo uma dupla de excelentes jovens volantes com Pablo Maia.
Foram precisos 659 dias de espera para que Gabi marcasse seu primeiro gol com a camisa do São Paulo. No dia 21 de junho, o uruguaio marcou o primeiro gol do São Paulo na vitória por 2–1 de virada sobre o Athletico Paranaense. Após bate-rebate na área, pegou de primeira com o pé direito e mandou no canto de Bento. O curioso foi que esse foi o primeiro chute a gol de Gabriel pelo clube, visto que em toda a sua passagem, nunca foi um jogador de chegada no ataque.
Gabriel terminou a temporada 2023, com muita oscilação, ele não se firmou no time titular, contudo ainda fez 36 jogos.

### Independiente
Em janeiro de 2024 foi negociado com o Independiente, que acertou sua contratação por empréstimo, com opção de compra fixada, até o fim da temporada.

### Estudiantes
Em 20 de julho de 2024, acertou com o Estudiantes, que pagou 800 mil dólares (R$ 4,4 milhões) pelos 60% dos direitos econômicos do jogador.

## Seleção Uruguaia
Em 9 de novembro de 2020, Neves foi convocado pela primeira vez à seleção para substituir Federico Valverde, lesionado. Sua estreia foi em 13 de novembro, entrando nos minutos finais da vitória por 3–0 sobre a Colômbia.

## Estatísticas
Atualizadas até 1 de julho de 2023

### Clubes
| Clube             | Temporada         | Campeonato Nacional | Campeonato Nacional | Campeonato Nacional | Copa Nacional[a] | Copa Nacional[a] | Copa Nacional[a] | Campeonato Continental[b] | Campeonato Continental[b] | Campeonato Continental[b] | Outros torneios[c] | Outros torneios[c] | Outros torneios[c] | Total | Total | Total   |
| Clube             | Temporada         | Jogos               | Gols                | Assist.             | Jogos            | Gols             | Assist.          | Jogos                     | Gols                      | Assist.                   | Jogos              | Gols               | Assist.            | Jogos | Gols  | Assist. |
| ----------------- | ----------------- | ------------------- | ------------------- | ------------------- | ---------------- | ---------------- | ---------------- | ------------------------- | ------------------------- | ------------------------- | ------------------ | ------------------ | ------------------ | ----- | ----- | ------- |
| Nacional          | 2018              | 7                   | 0                   | 1                   | —                | —                | —                | 1                         | 0                         | 0                         | —                  | —                  | —                  | 8     | 0     | 0       |
| Nacional          | 2019              | 25                  | 2                   | 2                   | —                | —                | —                | 6                         | 0                         | 0                         | 1                  | 0                  | 0                  | 32    | 2     | 2       |
| Nacional          | 2020              | 28                  | 2                   | 6                   | —                | —                | —                | 6                         | 0                         | 3                         | —                  | —                  | —                  | 34    | 2     | 9       |
| Nacional          | 2021              | 13                  | 0                   | 1                   | —                | —                | —                | 4                         | 0                         | 0                         | —                  | —                  | —                  | 17    | 0     | 2       |
| Nacional          | Total             | 73                  | 4                   | 10                  | 0                | 0                | 0                | 17                        | 0                         | 3                         | 1                  | 0                  | 0                  | 91    | 4     | 13      |
| São Paulo         | 2021              | 12                  | 0                   | 0                   | —                | —                | —                | —                         | —                         | —                         | —                  | —                  | —                  | 12    | 0     | 0       |
| São Paulo         | 2022              | 10                  | 0                   | 0                   | 4                | 0                | 0                | 9                         | 0                         | 0                         | 5                  | 0                  | 0                  | 28    | 0     | 0       |
| São Paulo         | 2023              | 11                  | 1                   | 0                   | 3                | 0                | 0                | 4                         | 0                         | 0                         | 2                  | 0                  | 0                  | 20    | 1     | 0       |
| São Paulo         | Total             | 33                  | 0                   | 0                   | 7                | 0                | 0                | 11                        | 0                         | 0                         | 7                  | 0                  | 0                  | 60    | 1     | 0       |
| Total na carreira | Total na carreira | 106                 | 5                   | 10                  | 7                | 0                | 0                | 28                        | 0                         | 3                         | 8                  | 0                  | 0                  | 151   | 5     | 13      |

- a.^ Jogos da Copa do Uruguai e Copa do Brasil
- b.^ Jogos da Copa Libertadores e Copa Sul-Americana
- c.^ Jogos da Supercopa Uruguaya e Campeonato Paulista

## Títulos
Nacional
- Campeonato Uruguaio: 2019 e 2020
- Supercopa Uruguaya: 2019 e 2021

São Paulo
- Copa do Brasil: 2023[32]

Estudiantes
- Trofeo de Campeones de la Liga: 2024